# José Manuel Naredo
José Manuel Naredo (Madrid, 19 de febrer de 1942) és un economista i estadístic espanyol, pioner, estudiós i divulgador de l'economia ecològica a Espanya, camp en el qual ha realitzat destacades aportacions com a autor i editor.

## Formació i recerca
Es va doctorar en economia per la Universitat Complutense de Madrid, va ser director del programa Economia i naturalesa de la Fundació Argentaria i va dirigir el servei d'Anàlisi de Conjuntura del Institut Nacional d'Estadística (Espanya). Va ser nomenat professor honorari en el Departament d'Urbanisme de la Universitat Politècnica de Madrid i la Facultat de Ciències econòmiques de la Universitat Complutense. L'any 2000 va rebre el Premi Nacional de Medi Ambient i és premi internacional Geocrítica 2008.

### Publicacions sota pseudònim
Naredo ha publicat nombrosos articles en premsa sota diferents pseudònims com Arturo López Muñoz (revista Triunfo), a la revista Cuadernos de Ruedo Ibérico (CRI) utilitzà diversos pseudònims: Genero Campos Ríos, Aulo Casamayor, Carlos Herreo, Juan Naranco y Guillermo Sanz i també publicà articles sense firma.
Els àmbits d'estudi en els que ha realitzat contribucions més destacades són l'anàlisi de fluxos d'energia i materials, l'agricultura, la gestió de l'aigua i el territori, i el mercat immobiliari. És doctorat en economia per la Universidad Complutense de Madrid. Va dirigir el servei d'anàlisis de conjuntura de l'Institut Nacional d'Estadística d'Espanya. Fou nomenat professor honorari del departament d'Urbanisme de la Universitat Politècnica de Madrid i de la Facultat de Ciències Econòmiques de la Universidad Complutense de Madrid.

## Llibres
- 1971 - La evolución de la agricultura en España (1940-1990), varias ediciones, Laia 1971, Universidad de Granada 1996.
- 1978 - La agricultura en el desarrollo capitalista español (en colaboración con Leal, J. L., Leguina, J. y Tarrafeta, L.) Siglo XXI, 3ª reed. aumentada en 1986.
- 1987 - La economía en evolución. Historia y perspectivas de las categorías básicas del pensamiento económico, Siglo XXI, reed. actualizada, 1996.
- 1993 - Hacia una ciencia de los recursos naturales¡¡ (en colaboración con Parra, F.) Siglo XXI.
- 1996 - Sistemas de producción e incidencia ambiental del cultivo enarenado y en sustratos (en colaboración con López-Gálvez, J., Universidad de Almería.
- 2000 - Economía, ecología y sostenibilidad en la sociedad actual (editat en col·laboració amb Parra, F.), Universidad de Verano de Castilla y León y Siglo XXI. Amb texts de Ramon Margalef i López i René Passet, entre altres).
- 2001 - Por una oposición que se oponga, Anagrama.
- 2003 - La burbuja inmobiliario-financiera en la coyuntura económica reciente (1985-1995), Siglo XXI.
- 2004 - Ideas y propuestas para una nueva cultura del agua, Bakeaz. Centro Documentación de Estudios para la Paz.
- 2006 - Raíces económicas del deterioro ecológico y social: más allá de los dogmas, Siglo XXI
- 2009 - Luces en el laberinto. Autobiografía intelectual. Alternativas a la crisis [Reflexiones con Óscar Carpintero i Jorge Riechmann], Los libros de la Catarata.[3]
- 2011 - El modelo inmobiliario español y su culminación en el caso valenciano, (en colaboración con Antonio Montiel Márquez), Antrazyt.[4]
- 2012 - 101 dardos contra el poder y sus engaños Arxivat 2014-11-11 a Wayback Machine., Icaria Editorial.
- 2014 - ¿Qué hacemos por la vivienda? (en col·laboració amb Alejandro Inurrieta, Nacho Murgui i Edurne Irigoien), Akal.

## Articles
- 2010 - El modelo inmobiliario español y sus consecuencias Comunicación en Urbanismo, democracia y mercado: una experiencia española (1970-2010), Université París 12 Val-de-Marne.
- 2013 - Ideología político-económica dominante y claves para un nuevo paradigma Arxivat 2016-03-15 a Wayback Machine.. Revista de economía Crítica, nº 16, segundo semestre 2013, ISSN 2013-5254.(108-143)